# 乌尔通
乌尔通（法語：Ourton，法語發音：[uʁtɔ̃]）是法国上法蘭西大區加来海峡省的一个市镇，属于贝蒂讷区。

## 地理
乌尔通（50°27'20"N, 2°28'45"E）面积5.28 平方千米，位于法国上法蘭西大區加来海峡省，该省份为法国北部沿海省份，西北濒北海，南至索姆省，东临北部省。
与乌尔通接壤的市镇（或旧市镇、城区）包括：迪维永、伯然、康布兰沙特兰、拉孔泰、迪耶瓦勒。
乌尔通的时区为UTC+01:00、UTC+02:00（夏令时）。

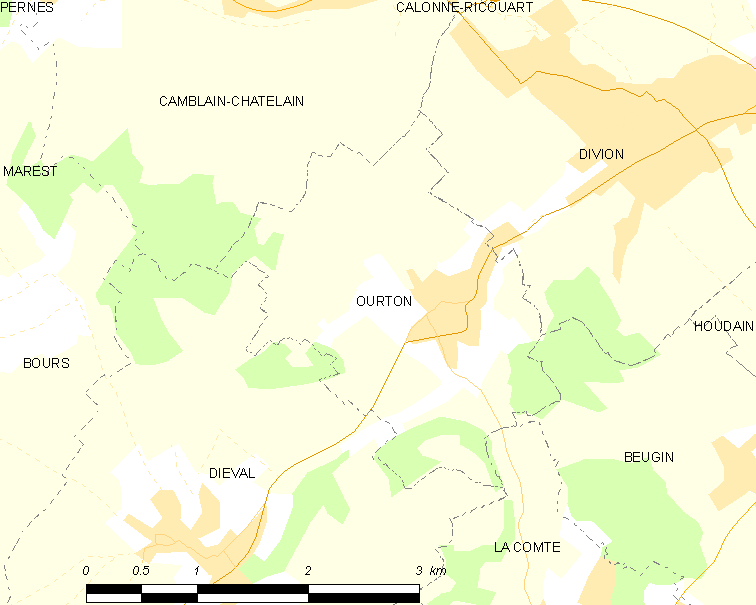
乌尔通的OSM定位图

## 行政
乌尔通的邮政编码为62460，INSEE市镇编码为62642。

## 政治
乌尔通所属的省级选区为欧谢勒县。

## 人口

1962-2008年间乌尔通人口变化图示

乌尔通于2022年1月1日时的人口数量为724人。